# Mahinthra Thirat
Re Mahinthra Thirat, in lingua thai: สมเด็จพระมหินทราธิราช (1539 – 1569), è stato il diciassettesimo sovrano del Regno di Ayutthaya, fondato nel 1350 da Ramathibodi I nell'odierna Thailandia, e l'ultimo della Dinastia di Suphannaphum.
Succedette al padre Maha Chakkraphat, secondo alcune cronache una volta e secondo altre due volte.. Fu re in un periodo in cui le invasioni degli eserciti del Regno birmano di Toungoo conquistarono Ayutthaya, rendendolo uno stato vassallo.
Quando salì sul trono nel 1569, era in corso la terza invasione birmana, durante la quale era morto Maha Chakkraphat. Ritenuto dagli storici un debole, affidò le difese della città a un governatore che seppe resistere alcuni mesi all'enorme esercito invasore prima che Ayutthaya fosse espugnata per la prima volta nella sua storia. L'intera famiglia reale fu deportata nella capitale birmana Pegu e Mahinthra Thirat perse la vita durante il trasferimento, mentre il sovrano birmano Bayinnaung pose sul trono siamese come vassallo il re di Phitsanulok Maha Thammaracha, capostipite della Dinastia di Sukhothai.

## Biografia

### Crisi dinastica
Nacque durante il regno dello zio Chairacha, era il figlio del principe Thianracha e della consorte Sri Suriyothai, e fu chiamato principe Mahin. Da alcuni anni i portoghesi avevano aperto uffici commerciali in Siam ed avevano introdotto armi da fuoco mai viste prima nel sudest asiatico, dove di conseguenza cambiò il modo di fare guerra. Fu un periodo in cui la Dinastia di Suphannaphum, fondata nel 1370 da Borommaracha I, attraversava un periodo di crisi. Chairacha era salito al trono facendo uccidere il nipote Ratsada nel 1534 e fu a sua volta assassinato nel 1546 dalla consorte non ufficiale Sri Sudachan, che due anni dopo fece uccidere Yot Fa, il figlio e successore di Chairacha. La donna riuscì a far acclamare re l'amante Worawongsa, un usurpatore non appartenente alla famiglia reale, che dopo poche settimane fu fatto uccidere da un clan di nobili che facevano capo alla famiglia reale di Sukhothai ed erano guidati dal principe Khun Phiren Thorathep.
In questo travagliato periodo della storia nazionale, vi fu l'ascesa al trono del Regno di Toungoo di Tabinshwehti, il quale iniziò l'espansione che avrebbe riunificato la Birmania nel 1545. Negli anni successivi, i birmani intrapresero una serie di campagne militari che portarono alla capitolazione di Ayutthaya nel 1564. Durante il regno di Chairacha vi era stato il primo confronto tra i regni di Ayutthaya e di Toungoo. Temendo che i birmani sconfinassero oltre il Saluen, Chairacha aveva istituito posti di guardia lungo le frontiere tra i due Stati.

### Il regno del padre

#### Primo assedio di Ayutthaya
I nobili che avevano fatto uccidere Worawongsa, rimisero sul trono di Ayutthaya nel 1548 la Dinastia di Suphannaphum nella persona del principe Thianracha, fratellastro minore di Chairacha e padre del principe Mahin. Il nuovo sovrano prese il nome Maha Chakkraphat e premiò il principe Khun Phiren Thorathep conferendogli l'importante carica di governatore di Phitsanulok ed il nome regale Maha Thammaracha. Quello stesso anno, i birmani approfittarono della grave crisi che stava attraversando Ayutthaya ed invasero il Siam per la prima volta. Durante la battaglia che si svolse alle porte della capitale, persero la vita la regina Sri Suriyothai e la figlia Boromdhilok per salvare la vita a Maha Chakkraphat. Il principe Mahin ed il fratello maggiore Ramesuan dispersero i birmani , raccolsero i resti della madre e della sorella, ricomposero le truppe attorno al padre, che grazie alla moglie si era salvato, e l'esercito siamese fece rientro in città.
L'assedio di Ayutthaya si protrasse per lungo tempo a fasi alterne senza che i birmani riuscissero a penetrare all'interno delle mura. Quando Tabinshwehti seppe che stava arrivando a supporto degli assediati un grosso esercito da Phitsanulok, comandato da Maha Thammaracha, e che nella capitale birmana Pegu era in corso una ribellione dei mon, diede l'ordine di ritirata nel 1549. Stanchi per l'assedio e a corto di viveri, i birmani tesero un'imboscata agli inseguitori e riuscirono a catturare il principe Ramesuan e lo stesso Maha Thammaracha, ed imposero a Maha Chakkraphat di poter lasciare il Siam incolumi in cambio della riconsegna dei due principi.

#### Disgregazione e riunificazione birmana
Per proteggere Ayutthaya da eventuali nuove invasioni, Maha Chakkraphat adottò diversi accorgimenti per rinforzare le difese della capitale e del regno. Nel frattempo però il re birmano Tabinshwehti entrò in un grave periodo di depressione, aggravato da un eccessivo consumo di bevande alcoliche. Ne approfittarono i popoli che aveva assoggettato in precedenza, le cui ribellioni frantumarono il regno. Il generale Bayinnaung assunse la reggenza e, dopo l'assassinio da parte dei mon di Tabinshweti avvenuto nel 1550, salì al trono ma fu impegnato per lungo tempo a riunificare il regno.
Al comando di Bayinnaung, definito da qualcuno il Napoleone della Birmania, l'esercito di Toungoo divenne un'invincibile macchina da guerra. Nel giro di pochi anni fu nuovamente riunificato il paese, furono riprese Pegu, Prome, e Ava, vennero annessi i principati shan e fu conquistata una parte del Regno di Chiang Hung. Nel 1557, i birmani sottomisero il Regno Lanna, che perse per sempre l'indipendenza a 265 anni dalla fondazione. Come era consuetudine birmana di quel tempo, al locale re Mekuti fu concesso di continuare a governare come vassallo.

#### Seconda invasione birmana
Maha Chakkraphat aveva in quegli anni potenziato il reparto di elefanti da guerra, catturandone tra gli altri qualcuno bianco, considerato sacro nel sudest asiatico e simbolo di potere regale. Il pretesto per scatenare il secondo conflitto siamese-birmano fu il rifiuto del re siamese di cedere due di questi pachidermi sacri a Bayinnaung, che li aveva richiesti. Per questo motivo la seconda invasione birmana è passata alla storia anche come la "guerra dell'elefante bianco".
Un enorme esercito birmano marciò su Ayutthaya partendo dalla capitale lanna Chiang Mai, e le sue operazioni furono facilitate dalle epidemie e dalla carestia che in quel periodo affliggevano la parte settentrionale del Regno di Ayutthaya. Furono conquistate con facilità le città del nord e Maha Thammaracha, constatata la superiorità nemica, consegnò Phitsanulok al nemico e ingrossò l'esercito di Bayinnaung mettendogli a disposizione 70.000 uomini.
L'esercito siamese tentò una sortita ma fu sconfitto per due volte ed obbligato a ritirarsi. Le truppe di Pegu giunsero ad Ayutthaya nel febbraio del 1564 ed iniziarono a bombardare la città. Vistosi perduto, Maha Chakkraphat scese a patti con Bayinnaung che, nella fretta di tornare in patria, acconsentì a ritirarsi imponendo pesanti condizioni. Ayutthaya diveniva uno stato vassallo della Birmania e si impegnava a versare tributi annuali, venivano ceduti quattro elefanti bianchi ed era riconosciuto ai birmani il diritto di sfruttamento di Mergui, a quel tempo il maggiore porto della regione per volume di scambi commerciali. Fu anche concordata la deportazione in Birmania di alcuni membri della casa reale come ostaggi, tra questi vi fu sicuramente l'erede al trono principe Ramesuen, mentre la deportazione dello stesso Maha Chakkraphat non è provata ed è oggetto di dibattito tra gli storici siamesi.

### Ascesa al trono
Secondo fonti birmane, il re siamese fu deportato assieme all'erede al trono Ramesuen, e sul trono di Ayutthaya salì il principe Mahin con il nome Mahinthra Thirat. A presidiare la città fu lasciato un contingente di 3.000 soldati birmani. Uno degli eventi più significativi della seconda campagna birmana in Siam fu il distacco da Ayutthaya di Phitsanulok, la tradizionale sede dei re di Sukhothai, Uparat del regno siamese. Anche il vicino Regno laotiano di Lan Xang era minacciato dai birmani, tanto che la capitale era stata spostata per ragioni di sicurezza da Luang Prabang a Vientiane nel 1560. Il re di Lan Xang Setthathirat propose al re di Ayutthaya di ripristinare l'alleanza in funzione anti-birmana, chiedendogli in sposa la principessa Thep Krasatri. Ne venne informato Maha Thammaracha che a sua volta informò Bayinnaung, il quale fece rapire e deportare a Pegu la principessa nell'aprile del 1564. Da quel momento, Setthathirat concentrò i suoi sforzi bellici contro il re di Phitsanulok. Verso la fine di quello stesso anno, Bayinnaung represse a Chiang Mai una rivolta di Mekuti, che fu deportato e al suo posto fu rimessa sul trono la reggente Chiraprapha. In questa campagna, i birmani portarono con sé anche il principe Ramesuen di Ayutthaya, che cadde malato e morì.
Secondo alcune fonti siamesi, Maha Chakkraphat era rimasto in Siam e si ritirò a vita privata nel 1565, affidando la reggenza del regno al figlio Mahin. Questi non si rivelò all'altezza del compito, ed avrebbe in seguito chiesto l'aiuto di Setthathirat per riprendere il controllo di Phitsanulok, approfittando che l'esercito birmano era impegnato in altre campagne militari. Setthathirat accettò l'invito e si pose a capo di un esercito di 280.000 uomini e 2.500 elefanti che mise sotto assedio la città nel 1567. La piccola armata di Ayutthaya che raggiunse Phitsanulok via fiume fu respinta da un esercito birmano di 10.000 uomini accorso in aiuto degli assediati. Le truppe di Setthathirat finsero di ritirarsi dopo 20 giorni di assedio e tesero un'imboscata alle armate che le inseguirono. La tattica si rivelò vincente e i contingenti birmani e di Phitsanulok vennero decimati.

### Terza invasione birmana
L'esercito di Bayinnaung riprese subito il controllo del Siam. Nell'aprile del 1568, Maha Chakkraphat ritornò sul trono e provò a impadronirsi di Phitsanulok, approfittando che Maha Thammaracha era in visita a Pegu. La reazione birmana fu durissima, Bayinnaung tornò con un esercito ancora più grande di quello della precedente invasione e nel dicembre del 1568 fu nuovamente posta sotto assedio la capitale. Anche questa volta i birmani erano accompagnati dalle truppe di Phitsanulok e di Chiang Mai, mentre gli alleati laotiani dei siamesi furono respinti dai birmani prima di arrivare ad Ayutthaya. Durante l'assedio persero la vita tre missionari cattolici, tra cui il frate portoghese Jeronimo da Cruz. Quest'ultimo era arrivato due anni prima con l'altro frate Sebastiâo da Canto; entrambi domenicani, erano stati i primi missionari cattolici giunti in Siam e avevano fondato una parrocchia nella capitale, al servizio dei vari residenti portoghesi.
Maha Chakkraphat morì nel gennaio del 1569, mentre era in corso l'assedio, ed il trono fu nuovamente affidato a Mahinthra Thirat. Questi confermò la propria incapacità e diede l'incarico di organizzare le difese a Phraya Ram, il governatore di Kamphaeng Phet che si era rifugiato nella capitale. Nell'agosto del 1569 Ayutthaya fu espugnata per la prima volta nella sua storia, l'intera famiglia reale fu deportata a Pegu e Mahinthra Thirat morì durante il trasferimento. Bayinnaung pose sul trono del Siam come vassallo Maha Thammaracha che fondò la Dinastia di Sukhothai, ponendo fine dopo due secoli alla Dinastia di Suphannaphum.